# Campillo de Arenas, Jaén
Campillo de Arenas este un oraș din Spania, situat în provincia Jaen din comunitatea autonomă Andaluzia. Are o populație de 2.020 de locuitori.